# للا فاطمة بنت سليمان
للا فاطمة بنت سليمان هي فقيهة مغربية وأميرة علوية في القرن الثامن عشر، وزوجة السلطان المولى محمد بن عبد الله، وأم السلطان المولى هشام، وحفيدة السلطان إسماعيل بن الشريف. حيث اشتهرت بتواصلها وتراسلها مع أميرات أوربا وتلقيها لهداياهم.